# Stronnictwo Narodowe „Szczerbiec”
Stronnictwo Narodowe „Szczerbiec” – polska narodowo-demokratyczna partia polityczna utworzona w sierpniu 1989, formalnie istniejąca do września 2002.

## Historia
Formacja powstała 26 sierpnia 1989 w wyniku wyłonienia się ze Stowarzyszenia Narodowego im. Romana Dmowskiego. Prezesem został Antoni Lutosławski, wiceprezesem Marian Barański, sekretarzem Janusz Majewski, natomiast skarbnikiem Jan Skarżyński. Oficjalna rejestracja ugrupowania miała miejsce 15 listopada 1990. Lokalne struktury były obecne w następujących miastach: Bydgoszcz, Kalisz, Kraków, Leszno, Piła, Poznań, Puławy, Skawina, Stalowa Wola, Szczecin, Toruń, Warszawa, Wrocław. W 1992 liczbę członków szacowano na 100 osób.
Działacze partii kontestowali funkcjonowanie SN „senioralnego” z powodu związków jego niektórych działaczy z komunizmem. Mimo tego, przy braku udziału SN „Szczerbiec” w wyborach parlamentarnych w 1991, pięciu jego członków startowało z list SN „senioralnego” z Torunia, Warszawy i Wrocławia.
Do partii należały osoby związane z ruchem skinhead, jak Tomasz Kostyła (lider zespołu Legion, czy bracia Paweł i Borys Kijanowscy (byli członkowie NOP, redaktorzy pisma „Skinhead Sarmata”). Po nieudanej próbie zjednoczenia ugrupowań narodowych (Sejm Ruchu Narodowego, 5–6 grudnia 1992) znaczenie partii zaczęło maleć. Wiosną 1993 szeregi ugrupowania opuścił Marcin Barański. Wyłoniono nowy zarząd formacji: M. Skorupka (prezes), Waldemar Jóźwiak (wiceprezes), B. Kijanowski (sekretarz), Krzysztof Sypał (skarbnik). W czasie wyborów w 1993 pojedyncze osoby z SN „Szczerbiec” startowały z list Koalicji dla Rzeczypospolitej, Unii Polityki Realnej oraz Partii X.
W tamtym czasie w terenie działały najprężniej okręgi z siedzibą w Lublinie (Lucjan Dudziacha, Grzegorz Wysok), zaś w II połowie lat 90. szczeciński (Tadeusz Cierzuch) i katowicki (Tadeusz Mazanek).
W 1994 do działalności politycznej powrócił Marcin Barański. Od jesieni 1996 SN „Szczerbiec” działało w ramach Przymierza Wszechpolskiego razem ze Stronnictwem Ludowo-Narodowym oraz organizacją Kazimierza Świtonia. Podczas wyborów w 1997 działacze „Szczerbca” startowali z list Bloku dla Polski (Lublin, Szczecin, Warszawa). Z końcem lat 90. XX wieku działalność partii zamarła. Z rejestru partii SN „Szczerbiec” wykreślono 17 września 2002 (po niezłożeniu sprawozdania finansowego za 2001 rok).

## Prasa
Organem prasowym ugrupowania był „Głos Narodu” (1989–1998), wydano też „Samoobronę Polską” (1991) oraz „Kwartalnik Narodowy” (1999). Ukazywały się też wydawnictwa lokalne: „Samoobrona Narodowa” (Toruń, 1991), „Szczerbiec” (Lublin, 1996–1997), „Wóz Drzymały” (Szczecin, 1997), czy „Naród i Wiara” (Katowice, 1997).